# 烏什卡爾卡
47°24′50″N 34°8′3″E / 47.41389°N 34.13417°E
烏什卡爾卡（烏克蘭語：Ушкалка）是位於烏克蘭南部的村莊，由赫爾松州卡霍夫卡區的上羅哈奇克市鎮負責管轄。該村始建於1792年，面積2.91平方公里，海拔高度56米，2001年人口1,044，人口密度每平方公里359人。